# 西南電視台
西南電視台（Television South West，TSW）是英國獨立電視網的業者之一，在1982年1月1日至1992年12月31日持有西南英格蘭地區的獨立電視網特許經營權，總部位於德文郡普利茅斯。在1991年的ITV特許經營權競標中，西南電視台因其開價過高（1,612萬英鎊）而被認為缺乏商業可行性，失去ITV特許經營權。西郡電視台取代西南電視台，獲得了西南英格蘭的ITV特許經營權。

## 外部連結
- SWFTA （页面存档备份，存于）
- Transdiffusion Ident （页面存档备份，存于）
- Recreation of TSW's clock （页面存档备份，存于） Shockwave Flash required
- Television South West at TV Ark
- TSW at Ident Central